# Liste der Kulturdenkmäler in Heilbach
In der Liste der Kulturdenkmäler in Heilbach sind alle Kulturdenkmäler der rheinland-pfälzischen Ortsgemeinde Heilbach einschließlich des Ortsteils Windhausen aufgeführt. In den Ortsteilen Alferhof, Bornhof und Wehrhauserhof sind keine Kulturdenkmäler ausgewiesen. Grundlage ist die Denkmalliste des Landes Rheinland-Pfalz (Stand: 27. Juni 2022).

## Einzeldenkmäler
| Bezeichnung | Lage                                                       | Baujahr                    | Beschreibung | Bild            |
| ----------- | ---------------------------------------------------------- | -------------------------- | --- | --------------- |
| Quereinhaus | Heilbach, südöstlich des Ortes (Neuerburger Straße 2) Lage | Mitte des 18. Jahrhunderts | Quereinhaus mit Flurküche, wohl in der Mitte des 18. Jahrhunderts begonnen, separates Wirtschaftsgebäude mit Backofen und ehemaliger Schmiede | Fotos hochladen |
| Wegekreuz   | Heilbach, südöstlich des Ortes an der L 10 Lage            | 1893                       | Sockelkreuz, bezeichnet 1893 | Fotos hochladen |
| Wegekreuz   | Windhausen, westlich des Ortes an der K 60 Lage            | 1780                       | Schaftkreuz, bezeichnet 1780 | Fotos hochladen |